# Corentin Fiore
Corentin Fiore (24 maart 1995) is een Belgische voetballer. Hij is een verdediger/middenvelder en staat onder contract bij Teramo Calcio.

## Carrière
Fiore debuteerde voor Standard Luik in de zesde en laatste groepswedstrijd van de UEFA Europa League in het thuisduel tegen Feyenoord. Hij mocht in de basiself beginnen van coach Ivan Vukomanović. Hij vormde centraal achterin een duo met Laurent Ciman. Fiore speelde 50 officiële wedstrijden voor Standard, maar nadat Ricardo Sá Pinto hem in het seizoen 2017/18 niet liet spelen trok de toen 22-jarige Fiore in januari 2018 naar US Palermo. Ook in Sicilië kwam Fiore niet veel aan spelen toe, waarop Palermo hem in het seizoen 2018/19 uitleende aan derdeklasser Imolese Calcio. In de zomer van 2019 haalde Cercle Brugge hem terug naar België, maar na amper een half seizoen bood Teramo Calcio hem een nieuw Italiaans avontuur aan.

## Statistieken
| Seizoen | Club             | Land            | Competitie         | Competitie | Competitie | Beker | Beker | Europees | Europees | Totaal | Totaal |
| Seizoen | Club             | Land            | Competitie         | Wed.       | Dlp.       | Wed.  | Dlp.  | Wed.     | Dlp.     | Wed.   | Dlp.   |
| ------- | ---------------- | --------------- | ------------------ | ---------- | ---------- | ----- | ----- | -------- | -------- | ------ | ------ |
| 2014/15 | Standard Luik    | Vlag van België | Jupiler Pro League | 1          | 0          | 0     | 0     | 1        | 0        | 2      | 0      |
| 2015/16 | Standard Luik    | Vlag van België | Jupiler Pro League | 22         | 0          | 3     | 0     | 1        | 0        | 26     | 0      |
| 2016/17 | Standard Luik    | Vlag van België | Jupiler Pro League | 17         | 0          | 1     | 0     | 4        | 0        | 22     | 0      |
| 2017/18 | Standard Luik    | Vlag van België | Jupiler Pro League | 0          | 0          | 0     | 0     | 0        | 0        | 0      | 0      |
| 2017/18 | US Palermo       | Vlag van Italië | Serie B            | 2          | 0          | 0     | 0     | —        | —        | 2      | 0      |
| 2018/19 | → Imolese Calcio | Vlag van Italië | Serie C            | 31         | 0          | 4     | 0     | —        | —        | 35     | 0      |
| 2019/20 | Cercle Brugge    | Vlag van België | Jupiler Pro League | 5          | 0          | 1     | 0     | —        | —        | 6      | 0      |
| 2019/20 | Teramo Calcio    | Vlag van Italië | Serie C            | 0          | 0          | 0     | 0     | —        | —        | 0      | 0      |
| TOTAAL  | TOTAAL           | TOTAAL          | TOTAAL             | 78         | 0          | 9     | 0     | 6        | 0        | 93     | 0      |

## Erelijst
Standard Luik
| Nationaal        |    |      |
| Beker van België | 1x | 2016 |